# Richard J. Thomson
Pour les articles homonymes, voir Richard Thomson (homonymie) et Thomson.
Julien Richard-Thomson, dit Richard J. Thomson, est un réalisateur, scénariste et producteur de films, auteur, journaliste et compositeur français, né le 5 avril 1972 à Niort.

## Biographie
Ne dans l’Ouest de la France à Niort, de parents écrivains, il passe son enfance dans le Vaucluse. Dès son plus jeune âge il est atteint d’un handicap, le syndrome Gilles de la Tourette. Après des études de cinéma, il se lance dans les années 1990 dans la réalisation de films à très petits budgets produits par la revue Mad Movies et Jean-Pierre Putters. Cela lui a valu d'être considéré comme "le porte-drapeau du Do It Yourself", comme l'écrit Le Blog du Cinéma ou encore la revue Popcorn.
Durant ses études de cinéma il a comme professeur le cinéaste Eric Rohmer. Il est l'un des premiers français à avoir tourné des longs-métrages directement en vidéo. Ses films, conçus comme des hommages aux séries B et Z, tournés dans des conditions proches de l'amateurisme et distribués en VHS, lui valent une réputation d'« Ed Wood français ». Il s'agit le plus souvent de parodies de films fantastiques, comme Time Demon ou Terror of Prehistoric Bloody Creature from Space, (retitrée Jurassic Trash)  comédie à base de dinosaures et de savants fous. Dans certains de ses premiers films, il donne volontiers des rôles à d'ex-pornostars comme Élodie Chérie et Coralie Trinh Thi, ou des personnalités décalées comme le chanteur Edouardo Pisani. Ces longs-métrages ne connaissent qu'une diffusion confidentielle, et plusieurs de ses projets sont abandonnés par manque de moyens. Il connaît également, à l'occasion de la sortie de Terror of Prehistoric Bloody Creature from Space, des déboires avec Philippe de Villiers, qui menace de porter plainte car l'un des personnages porte le même nom de famille que lui : l'homme politique obtient finalement que le nom du personnage soit bipé sur la bande-son.
À la suite de cette filmographie faite de séries Z parodiques tournées avec des moyens dérisoires durant ses jeunes années, il mène ensuite une carrière dans l'audiovisuel, réalisant et produisant des clips musicaux (La Rumeur …) et reportages pour différentes émissions de télévision et dirigeant une agence de presse. Il collabore ainsi à de nombreux titres de la presse magazine (Paris Match, Entrevue, L'Echo des Savanes...)
En 2010 l'éditeur Bach Films réédite trois de ses films en DVD dans un coffret collector. Il tourne le thriller fantastique Bloody Flowers, où apparaissent Amanda Lear et Doria Tillier, mais le film est bloqué en France en raison d'un procès intenté par une actrice qui ne souhaite plus apparaître à l'écran. Le film est distribué en DVD aux États-Unis ainsi que A very very sexy snuff movie une compilation de courts-métrages en langue anglaise.
Début 2014, il se lance dans un nouveau projet de film, intitulé Korruption, dont il tourne des scènes sous forme de teaser afin de recueillir des financements, dans les locaux de la mairie d'Asnières. Ce tournage est l'occasion d'une polémique quelques mois plus tard : après les élections municipales, la nouvelle équipe UMP accuse en effet le réalisateur et ancien adjoint PS d'avoir tourné un film « porno soft » dans l'hôtel de ville,. Le tournage doit alors être abandonné faute de financements et du fait du renoncement de certains acteurs. Le 15 mars 2016, le maire d'Asnières Manuel Aeschlimann et d'autres élus municipaux sont condamnés pour diffamation par le Tribunal correctionnel de Paris. Le 2 mai 2017, Le Point est condamné à son tour pour la même raison. Ce journal est à nouveau condamné en appel le 1er mars 2018 à verser des dommages et intérêts au réalisateur.
Il a publié en mars 2015 un livre, intitulé Mon cinéma de A à Z (Arcadès) qui revient sur son parcours de cinéaste indépendant, où il livre sa conception du cinéma fantastique et sa vision du cinéma français. Il publie plusieurs essais sur le phénomène des infox (fake news) : Infox, le grand livre des fake news (Editions Hugo / Désinge) en 2019, ainsi que Alerte Infodémie ! (Strong Doc) en 2021 et Les Infox de Zemmour (Strong Doc en 2022) avec le dessinateur Patfawl. Il publie également des romans, Manon Lafrance en 2020 et La vengeance du frelon noir en 2021(Jaguarundi Editions), Série noire sur la Venise verte (Strong Box) en 2021. Enfin il signe des livres sur le cinéma, comme Le cinéma de genre au féminin (coécrit avec les journalistes Marine Bohin et Noemie Luciani) en 2023, dans lequel il s’entretient avec les réalisatrices les plus actives du cinéma de genre.

## Engagement politique et syndical
Le cinéaste est par ailleurs de 2008 à 2014 élu au conseil municipal d'Asnières-sur-Seine, et adjoint à la communication du maire PS Sébastien Pietrasanta. Il participe à la création de l' Union des démocrates et des écologistes (dont il devient secrétaire national Culture et Médias en 2017). Depuis 2018, il anime le pôle Médias du think-tank Démocratie vivante. Militant pour la société inclusive, il est à l'origine de la Charte du candidat inclusif  qui est signée par des centaines de candidats aux élections municipales de 2020.
Il publie en mai 2018 un [ rapport] sur le cinéma français, dans le cadre du think-tank Démocratie Vivante, remis à la ministre de la Culture Françoise Nyssen qu'il reprend dans une tribune publiée dans le Figaro sous le titre Quel avenir pour le cinéma français ?,. Il y défend « un cinéma français diversifié, réellement constitutif de notre exception culturelle et pleinement adapté à l'ère du numérique ». Il reproche au cinéma français sa concentration et son manque de diversité, propose une chronologie des médias ramenée à 6 semaines ou encore un quota de spectateurs dans les jurys du CNC. Il s'engage également pour que le 7e Art s'ouvre davantage aux personnes en situation de handicap et publie des tribunes dans l'Obs, le Huff ou le Figaro sur ce thème, au nom d'un collectif de cinéastes.
Il écrit, signe et co-signe de nombreuses tribunes dans la presse nationale française (L'Obs, le JDD, le Huffington Post, Le Figaro....), sur les thèmes des médias, du cinéma, de l'inclusion...
En 2019 il devient président du premier Syndicat des professionnels du cinéma en situation de handicap (SPCH). Il est membre de l’Observatoire de l’ Accessibilité du  Centre National de la Cinématographie et membre du jury du programme Les uns et les autres. Lors du festival de Cannes 2024 il lance une mobilisation inédite de personnalités du cinéma en faveur d’une réforme du régime des intermittents concernant les artistes handicapés.

## Filmographie

### Courts métrages
Julien Richard-Thomson a réalisé une cinquantaine de courts-métrages, la plupart tournés durant son enfance puis adolescence ; les plus récents sont :
- 1991 : Drashima le vampire nucléaire
- 1992 : Vampyrmania
- 1995 : Happy Birthday
- 1996 : Loup Garou !
- 1997 : Invasion of Green Big Heads From Unknown

### Longs métrages
- 1993 : Night of Vampyrmania
- 1994 : Attack of Serial Killers from Outer Space
- 1995 : Roboflash warrior
- 1996 : Time Demon, Les Prêtresses de l'Enfer
- 1998 : Terror of Prehistoric Bloody Creature from Space (retitré Jurassic Trash lors de sa sortie en DVD)
- 2000 : Time Demon 2, Dans les griffes du Samouraï
- 2005[réf. nécessaire] : Votez Cindy ! (documentaire ; sorti en DVD en 2012 aux éditions Bach Films)
- 2006 : 24H Alive (Editions By Jove!)
- 2009 : Viande d'origine française (dans son propre rôle) Canal Plus
- 2010 : Eject
- 2010 : Bloody Flowers
- 2012 : A very very sexy snuff movie
- 2014 : Zombie Club Special Cocktail
- 2014 : Korruption (inachevé)
- 2015 : La Méthode Thomson (son propre rôle) (documentaire de Mad Movies)
- 2021 : Pas de bras, pas de cinéma ? (documentaire Ciné Plus, avec Pascal Duquenne, Emmanuelle Laborit, Éric Toledano, Olivier Nakkache...)